# 俄罗斯思想
俄罗斯思想（俄语：Русская идея）是一组表达了俄罗斯民族以及整个俄罗斯国家的历史独特性、特殊使命和全球宗旨的概念。 在苏联解体及随之而来的精神缺失后，俄罗斯思想与当代俄罗斯具有特殊关联。
俄罗斯思想相信俄国有着上帝的谋划，俄国人有着神圣且有末世色彩的使命。这体现了俄罗斯思想的普世主义和索博诺斯特主义，宣扬牺牲个人利益而献身集体，最终造福及拯救世界。俄罗斯思想认为俄国肩负着救赎全人类的使命。
俄国学者阿尔谢尼·古雷加在2003年写道：“如今，俄罗斯思想首先像是在呼唤俄罗斯的民族复兴，维护这种物质和精神的重生。俄罗斯思想在如今和以往一样具有现实意义，因为不仅是俄罗斯，整个人类都已经走近深渊。……俄罗斯理念是以现代辩证法提炼的人类基督教思想的一部分。”

## 历史
据推测，俄罗斯思想形成于16世纪，表现为东正教君主制的思想，例如莫斯科大公国的第三罗马思想。弥赛亚亦是俄罗斯思想的源头之一。
19世纪的俄国哲学家彼得·恰达耶夫首先提出关于俄国独特性，以及俄国人民和国家使命的问题的探讨，但他并未给出积极的答案。斯拉夫派认为关键在于抗拒西化，为东正教赔罪。1860年，陀思妥耶夫斯基提出“俄罗斯思想”的概念；1888年，哲学家弗拉基米尔·索洛维约夫在巴黎发表“俄罗斯思想”报告（"L'Idée russe"），将这一概念推介到西方世界。学者古雷加评论道：“陀思妥耶夫斯基版本的俄罗斯思想是一种具有爱国主义形式的普遍道德概念。”
俄罗斯思想一词被多位俄国哲学家广泛使用：叶夫根尼·特鲁别茨科伊、瓦西里·罗赞诺夫、维亚切斯拉夫·伊万诺夫、谢苗·弗兰克、格奥尔基·费多托夫、列夫·卡尔萨温等。进入20世纪后，尼古拉·别尔嘉耶夫、弗拉基米爾·索洛維約夫、伊万·伊雷因、尼古拉·丹尼列夫斯基等哲学家不断试图为俄罗斯思想提供严谨的定义，维克多·阿克休季奇、阿尔谢尼·古雷加、亚历山大·索尔仁尼琴等现代思想家的著作亦有涉及，且更强调这一思想如何扎根于民间认知。当代作家维克托·佩列温有着自身独特的解读，在小说《“百事”一代》有所体现。

## 批评

### 地缘政治
学者亚历山大·亚诺夫（Aleksandr Lvovich Yanov, 1988）认为在俄罗斯理念背后隐藏着地缘政治野心，还有俄罗斯大国沙文主义和帝国主义的意识形态。阿尔谢尼·古雷加（Arseny Gulyga）曾在《共产党人》刊文反对，称这种论调是在“诋毁俄国的精神历史”，在这一点上反共主义者和后共产主义政客达成了一致。

### 国家与社会的关系
有一种观点认为，俄罗斯思想与西方观念的主要矛盾在于社会与国家的关系。西方世界培育的理念是“国家为国民服务”，而俄罗斯的原则则是“人民团结起来，共同为更高的利益而牺牲”。有说法强调，在俄罗斯历史上的苏联时期和帝俄时期，国家具有神圣地位，此为重要的时代特点。